# مراب کوستاوا
مراب کوستاوا ( گرجی: მერაბ კოსტავა ) (۲۶ مه ۱۹۳۹ – ۱۳ اکتبر ۱۹۸۹) مخالف، سیاستمدار ، موسیقی‌دان و شاعر گرجستانی بود. از وی به عنوان یکی از رهبران جنبش آزادیبخش ملی در گرجستان یاد می شود. او به همراه زویاد گامساخوردیا ، جنبش مخالفان گرجستان علیه اتحاد جماهیر شوروی را رهبری کردند. این مخالفت ادامه داشت تا اینکه در سال 1989 در یک تصادف رانندگی مشکوک جان باخت.

## زندگی
کوستاوا در سال 1939 میلادی در تفلیس ، جمهوری سوسیالیستی شوروی گرجستان ، اتحاد جماهیر شوروی (پایتخت فعلی گرجستان ) زاده شد. در سال 1954 میلادی، کوستاوا و زویاد گامساخوردیا سازمان زیرزمینی (غیرقانونی) جوانان گرجستان "گورگاسلیانی" را تأسیس کردند که ادای احترامی به واختانگ گورگاسالی ، پادشاه قرون وسطایی گرجستان بود که ظاهراً پایتخت این کشور، یعنی شهر تفلیس را ساخته بود.  بین سالهای 1956 و 1958 کوستاوا به همراه گامساخوردیا و چند تن دیگر از اعضای این سازمان به دلیل "فعالیت ضد شوروی" توسط سرویس اطلاعات شوروی KGB زندانی شدند. اتهامات کوستاوا و گامساخوردیا شامل انتشار ادبیات، نوشته ها و اعلامیه های ضد کمونیستی ( و ضد دولت شوروی ) بود.
کوستاوا در سال 1962 از کنسرواتوار دولتی تفلیس فارغ التحصیل شد. وی از سال 1962 تا 1977 آموزگار یک مدرسه موسیقی محلی در شهر تفلیس بود.
در سال 1973، کوستاوا و گامساخوردیا گروه ابتکاری برای دفاع از حقوق بشر را بنیان نهادند. در سال 1976 کوستاوا گروه هلسینکی گرجستان را بنیانگذاری کرد (که بعداً در سال 1989 اتحادیه هلسینکی گرجستان تغییر نام داد). کوستاوا از 1976-1977 و 1987-1989 عضو هیئت مدیره سازمان حقوق بشر یاد شده بود. پس از سال 1975 کوستاوا به عضویت سازمان عفو بین الملل درآمد و رسما عضو آن شد.
در سال 1977، کوستاوا و گامساخوردیا به اتهام گسترش تبلیغات ضد شوروی، که در نتیجه نوشتن یادداشتی درباره ی غارت مصنوعات کلیسا، و همچنین تبعید و متعاقب آن رفتارهای نامناسب دولت شوروی با ترک‌های مسخیتی با آنها روبرو شده بودند، دستگیر و سپس راهی زندان شدند.  کوستاوا برای گذراندن دوران محکومیت خود به منطقه سیبری فرستاده شد. در حالی که گامساخوردیا علناً نظرات خود را به امید مجازات کمتری رد کرد، کوستاوا از انجام این کار خودداری کرد و مسئولیت نوشته های خود را پذیرفت.  او در مرداد 1366 ( آگوست 1987) از زندان آزاد شد.  در سال 1978، این دو نفر از سوی کنگره ایالات متحده آمریکا نامزد دریافت جایزه صلح نوبل شدند. در سال 1988 کوستاوا انجمن سنت ایلیا راست را بنیانگذاری کرد و یکی از رهبران این سازمان سیاسی طرفدار استقلال منطقه گرجستان از شوروی بود. از سال 1988 تا 1989 او یکی از سازمان دهندگان و شرکت کنندگان فعال در بیشتر (نه همه) اقدامات سیاسی مسالمت آمیز طرفدار استقلال در اتحاد جماهیر شوروی گرجستان بود و به دنبال کسب آزادی سیاسی گرجستان از شوروی بود. در 9 آوریل 1989 کوستاوا دوباره به زندان افتاد اما پس از 45 روز آزاد شد.
مراب کوستاوا در شبکه زیرزمینی ناشران سامیزدات ، ناشر مشترک نشریه زیرزمینی گرجستان "Okros Satsmisi" ("به معنی پشم طلایی") فعال بود. او مؤلف بسیاری از آثار مهم ادبی و علمی گرجی نیز بود.

## مرگ

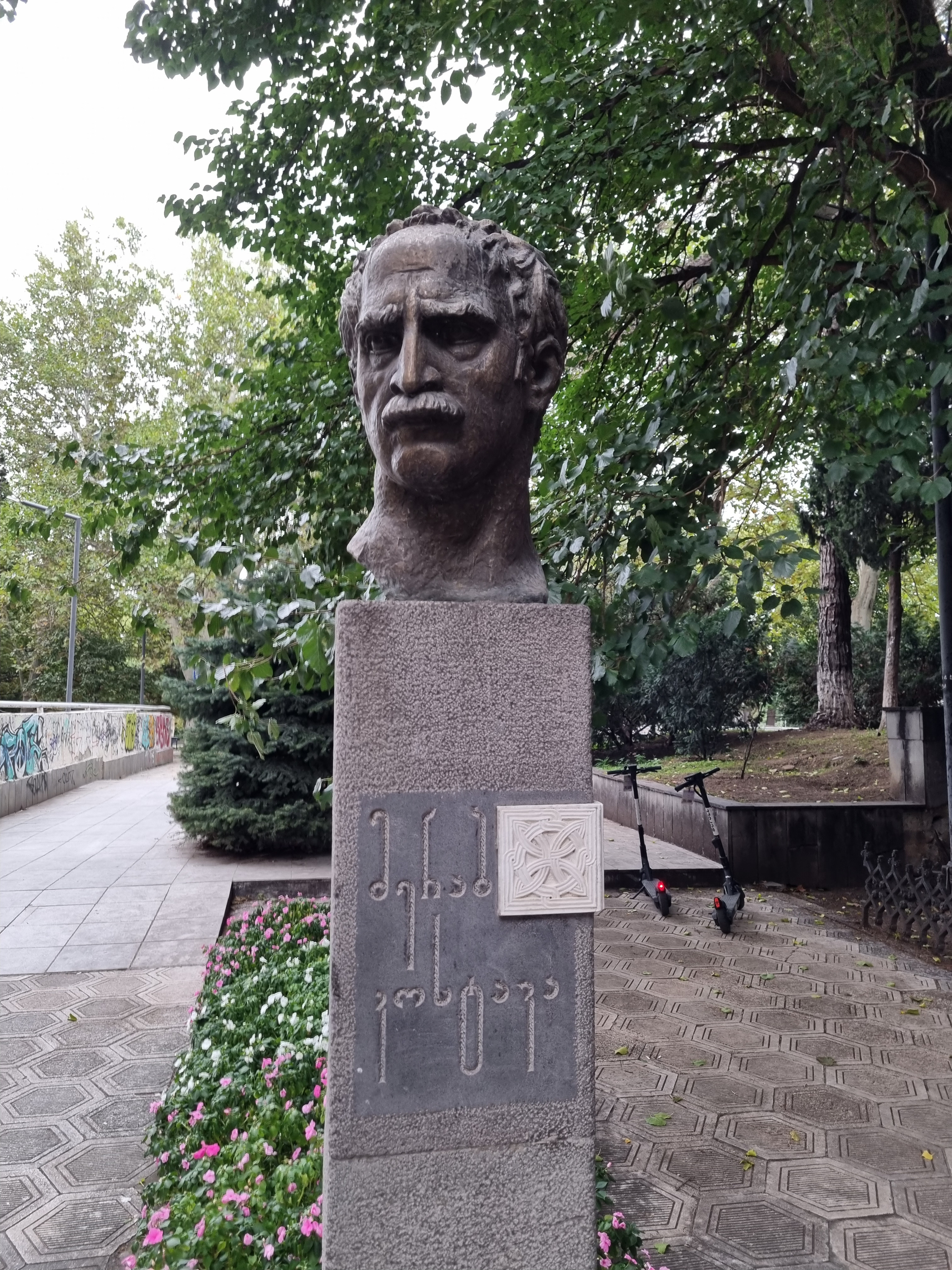
مجسمه مجسمه مراب کوستاوا در تفلیس

در 13 اکتبر 1989، مراب کوستاوا در یک تصادف اتومبیل در نزدیکی بوریتی تحت شرایط مشکوکی ( به مدل ترورهای موجود در شوروی. از جمله این ترورها میتوان به ترور سید جعفر پیشه‌وری در شوروی به همین شکل اشاره کرد ) جان خود را از دست داد.  در سال 2013، او پس از مرگ عنوان و نشان قهرمان ملی گرجستان را دریافت کرد. 

## ِیادآور
خیابان هایی به نام مراب کوستاوا در چندین شهر از جمله تفلیس ، باتومی ، روستاوی و شیندیسی وجود دارد.